# Bedia Muvahhit
Emine Bedia Muvahhit (ur. 1896 w Kadıköy, zm. 20 stycznia 1994 w Stambule) – turecka aktorka teatralna i filmowa, jedna z pierwszych muzułmańskich aktorek filmowych w Turcji.

## Życiorys
Urodziła się w 1896 w Kadıköy, późniejszej dzielnicy Stambułu, jako córka prokuratora Ahmeta Şekipa Beya i jego żony Emine. Edukację podstawową rozpoczęła w szkole Saint Antoine na wyspie Büyükada, następnie uczęszczała do szkoły średniej Kadıköy Terakki. Kontynuowała naukę w liceum Notre Dame de Sion w Stambule, gdzie opanowała język francuski i grecki.
W 1914 podjęła pracę jako telefonistka w państwowej firmie telekomunikacyjnej w Stambule, stając się jedną z pierwszych muzułmańskich kobiet zatrudnionych w sektorze publicznym Imperium Osmańskiego. W 1921 rozpoczęła pracę jako nauczycielka języka francuskiego w żeńskim liceum Erenköy. W tym czasie poznała aktora teatralnego Ahmeta Muvahhita, za którego wyszła za mąż w 1923. Z tego małżeństwa miała syna, Şuayipa Sinę Arbela. Ahmet Muvahhit zmarł w 1927.
W 1933 poślubiła austriackiego muzyka Friedricha von Statzera, znanego później jako Ferdi Statzer, który przybył do Turcji w 1932 i uczył gry na fortepianie w Stambulskim Konserwatorium Miejskim oraz pracował jako kompozytor i pianista w Teatrze Miejskim w Stambule, gdzie Bedia występowała na scenie. Małżeństwo trwało 18 lat, aż do rozwodu w 1951. Po rozwodzie Bedia przyjęła nazwisko Muvahhit jako swoje artystyczne.

### Kariera aktorska
W 1917 zadebiutowała w tureckim (ówcześnie osmańskim) przemyśle filmowym, grając małą rolę w filmie Pençe. W 1923, tuż po swoim ślubie z aktorem Ahmetem Muvahhitem, reżyser filmowy Muhsin Ertuğrul, przyjaciel obojga, planował nakręcenie filmu opartego na powieści Ateşten Gömlek autorstwa Halide Edib Adıvar.
Halide Edib Adıvar, pisarka, uczestniczka wojny o niepodległość Turcji (1919–1923) i działaczka na rzecz praw kobiet, nalegała, aby główną rolę w filmie zagrała turecka muzułmańska kobieta. Zaskoczeniem dla niej samej była decyzja, że rolę tę otrzymała Bedia Muvahhit. W filmie wystąpiła obok Neyyire Neyir.
Po zakończeniu zdjęć do Ateşten Gömlek wzięła udział w tournée teatralnym Darülbedayi w Izmirze wraz z mężem. Mustafa Kemal Atatürk, przebywający wówczas w mieście, poprosił jej męża, aby Bedia wystąpiła w sztuce, którą zamierzał obejrzeć, argumentując, że tureckie muzułmanki powinny pojawiać się na scenie. W ciągu jednego dnia nauczyła się roli Saride do sztuki Ceza Kanunu, adaptacji francuskiej sztuki Vingt jours à l'ombre autorstwa Pierre'a Vebera i Maurice'a Hennequina. 31 lipca 1923, zaledwie tydzień po podpisaniu traktatu lozańskiego, zadebiutowała na scenie przed przywódcą nowej Turcji, który pogratulował jej po przedstawieniu. Wystąpiła w ponad 200 sztukach w teatrach miejskich.
Po ponad pięćdziesięciu latach kariery aktorskiej, w 1975 przeszła na emeryturę, kończąc pracę w Teatrze Miejskim w Stambule.

## Śmierć
Zmarła 20 stycznia 1994 w wieku 98 lat w szpitalu Uniwersytetu Stambulskiego, gdzie trafiła po wypadku domowym. Została pochowana na cmentarzu Aşiyan Asri w Stambule.

## Filmografia
- Ateşten Gömlek (1923)
- İstanbul Sokaklarında (1931)
- Karım Beni Aldatırsa (1933)
- Beklenen Şarkı (1953)
- Paydos (1954)
- Yaşlı Gözler (1955)
- Son Beste (1955)
- Gülmeyen Yüzler (1955)
- Çapkınlar (1961)
- Gönül Ferman Dinlemez (1962)
- Bir Gecelik Gelin (1962)
- Belalı Torun (1962)
- Barut Fıçısı (1963)
- Genç Kızlar (1963)
- İstanbul Kaldırımları (1964)
- Kaynana Zırıltısı (1964)
- Manyaklar Köşkü (1964)
- Gençlik Rüzgarı (1964)
- Halk Çocuğu (1964)
- Anasının Kuzusu (1964)
- Gel Barışalım (1964)
- Sarı Kızla Kopuk Ahmet (1964)
- Hizmetçi Dediğin Böyle Olur (1964)
- Hep O Şarkı (1965)
- Sevinç Gözyaşları (1965)
- Bozuk Düzen (1966)
- Aşkın Gözyaşları (1966)
- Çalıkuşu (1966)
- Sokak Kızı (1966)
- O Kadın (1966)
- Sevgilim Artist Olunca (1966)
- Şoförün Kızı (1966)
- Evlat Uğruna (1967)
- Sen Benimsin (1967)
- Zehirli Hayat (1967)
- Dünyanın En Güzel Kadını (1968)
- Katip (1968)
- Ateşli Çingene (1969)
- Esmerin Tadı Sarışının Adı (1969)
- Lekeli Melek (1969)
- Son Mektup (1969)
- Tatlı Sevgilim (1969)
- Yumurcak (1970)